# Prithika Pavade
Prithika Pavade (Villepinte, 2 de agosto de 2004) es una deportista francesa que compite en tenis de mesa, en la modalidad de dobles mixto.
Ganó una medalla de bronce en el Campeonato Mundial de Tenis de Mesa por Equipos de 2024 y tres medallas de bronce en el Campeonato Europeo de Tenis de Mesa, en los años 2021 y 2024.

## Palmarés internacional
| Campeonato Mundial | Campeonato Mundial    | Campeonato Mundial | Campeonato Mundial |
| Año                | Lugar                 | Medalla            | Prueba             |
| ------------------ | --------------------- | ------------------ | ------------------ |
| 2024               | Busan (Corea del Sur) | Medalla de bronce  | Equipo             |
| Campeonato Europeo |                       |                    |                    |
| Año                | Lugar                 | Medalla            | Prueba             |
| 2021               | Varsovia (Polonia)    | Medalla de bronce  | Dobles mixto       |
| 2021               | Cluj-Napoca (Rumania) | Medalla de bronce  | Equipo             |
| 2024               | Linz (Austria)        | Medalla de bronce  | Dobles mixto       |